# Sepicana albomaculata
Sepicana albomaculata är en skalbaggsart som först beskrevs av Charles Joseph Gahan 1915.  Sepicana albomaculata ingår i släktet Sepicana och familjen långhorningar. Inga underarter finns listade i Catalogue of Life.